# Удаць-Минзу
Удаць-Минзу, Удаці-Минзу (рум. Udați-Mânzu) — село у повіті Бузеу в Румунії. Входить до складу комуни Смеєнь.
Село розташоване на відстані 91 км на північний схід від Бухареста, 20 км на південний схід від Бузеу, 97 км на південний захід від Галаца, 128 км на південний схід від Брашова.

## Населення
За даними перепису населення 2002 року у селі проживали 1072 особи, усі — румуни. Усі жителі села рідною мовою назвали румунську.